# 埼玉師範学校
埼玉師範学校 （さいたましはんがっこう） は新制埼玉大学教育学部の前身の一つとなった師範学校である。

## 沿革

### 旧・埼玉県立

#### 学校改正局、旧・埼玉県師範学校

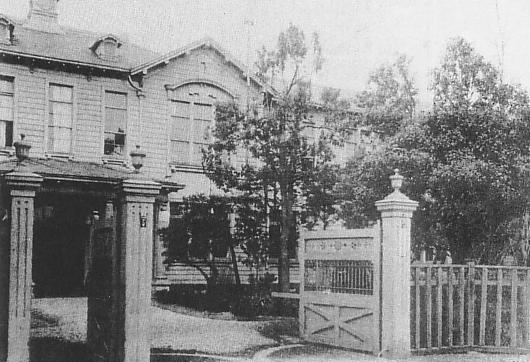
埼玉県師範学校

- 1873年： 旧・埼玉県が学校改正局 （旧浦和宿本陣） で教員養成を開始。
- 1874年6月： 埼玉県師範学校設置許可。のち埼玉県小学師範学校と改称。

### 埼玉県立期

#### 旧・埼玉県師範学校
- 1876年8月： 熊谷県の廃止により、同県旧・入間県域が埼玉県と合併。現・埼玉県が成立。
- 1878年： 浦和 稲荷丸 （現・埼玉会館所在地） に校舎新築。
  - 8月、明治天皇行幸の際、三条実美により 「鳳翔閣」 と命名。

#### 埼玉県尋常師範学校
- 1886年10月： 師範学校令により埼玉県尋常師範学校と改称。
- 1891年10月： 「師範学校騒動」 発生。
  - 試験ボイコットに端を発する生徒の大量退学処分事件。11月、生徒らは復学し、翌1892年にかけて校長らの転出・県知事更迭で決着。

#### 埼玉県師範学校
- 1898年4月： 師範教育令により埼玉県師範学校と改称。
  - このころ校歌制定 『校旗の歌』 （中村秋香 作詞、小山洋助 作曲）。
- 1901年4月： 鳳翔閣から浦和町鯛ヶ窪 （後の浦和市役所→現さいたま市役所所在地） に校舎新築、移転。
- 1901年： 本科生による講習科生殴打事件。
  - 講習科生が先に本科生に敬礼をしなかったとの口実。本科生の同盟休校に発展したが、双方謹慎処分で決着。
- 1905年： 日露戦争詔勅発布記念式に絡む騒動発生。
  - 記念式挙行のための休暇が許可されず、生徒らが勝手に休校。県知事に伊藤校長の罷免を直訴したが逆に諭された。3年生6名退学・ほぼ全生徒停学処分。校長の依願免官、県知事の転任で決着。
- 1909年： 本科に第一部 （従来の課程）・第二部 （中学校卒業者対象、1年制） を設置。
- 1913年： 校舎火災。
- 1925年： 予備科を廃止、専攻科を設置。
- 1930年： 校舎再び火災。
- 1931年： 本科第二部、2年制に延長。
- 1932年： 校舎再建される。
- 1939年： 傷痍軍人尋常小学校准教員養成講習科 （1年制） を設置。

#### 埼玉県女子師範学校

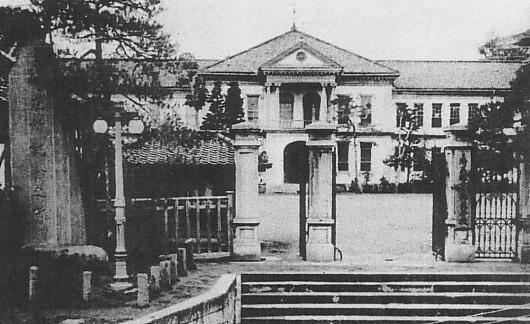
埼玉県女子師範学校（鳳翔閣時代）

- 1891年： 埼玉県、女子師範学校の開設を決定。
- 1893年3月： 財政上の問題から、正式に女子師範不設置を決定。
- 1901年4月： 埼玉県女子師範学校開校 （初代校長 石田道三郎）。
  - 埼玉県高等女学校 （現・埼玉県立浦和第一女子高等学校） を併設。
  - 校舎は埼玉県師範学校旧校舎 （鳳翔閣）。
- 1903年： 乙種定期講習科を設置。
- 1908年： 本科第一部4年制、予備科1年制となる。
- 1911年： 尋常小学校正教員講習科 （2年制） を設置。県高等女学校が独立。
- 1917年： 本科第二部、2年制に延長。
- 1924年： 六辻村別所 （現・さいたま市南区別所） に移転。
- 1937年： 全寮制から一部通学許可制となる。

### 官立期

#### 埼玉師範学校
- 1943年4月： 埼玉県師範学校と埼玉県女子師範学校を統合し、官立埼玉師範学校設置。
  - 本科3年制 （中等学校卒業者対象）、予科2年制 （高等小学校卒業者対象）。
  - 旧埼玉県師範学校に男子部、旧埼玉県女子師範学校に女子部を設置。
- 1949年5月： 新制埼玉大学発足、埼玉大学埼玉師範学校として包括される。
  - 埼玉師範学校は青師と共に、教育学部の母体となった。
- 1951年3月： 埼玉大学埼玉師範学校、廃止。

## 校地
埼玉師範学校男子部
源流の埼玉県学校改正局は旧浦和宿本陣 （現・さいたま市浦和区仲町） を使用した。1874年、埼玉県師範学校は岸村 （現・さいたま市浦和区岸町、東和銀行浦和支店所在地） で発足後、1878年に校舎 「鳳翔閣」 を新築 （現・さいたま市浦和区高砂、埼玉会館所在地）。1901年には浦和町鯛ヶ窪 （現・さいたま市浦和区常盤6丁目） に移転し、鳳翔閣は同年発足の埼玉県女子師範学校・埼玉県高等女学校に引き継がれた。常盤校舎は1943年設立の官立埼玉師範学校男子部に引き継がれ、1949年、さらに後身の埼玉大学教育学部に引き継がれた。1966年の埼玉大学の大久保地区への移転・統合後、旧常盤校地には浦和市役所 （現・さいたま市役所および浦和区役所） やテレビ埼玉本社などが建設された。
埼玉師範学校女子部
前身の埼玉県女子師範学校は埼玉県師範学校の旧校舎 （鳳翔閣） を引き継いで発足した。1924年に六辻村別所 （現・さいたま市南区別所） に校舎を新築・移転。1943年の官立埼玉師範学校女子部は別所校地で発足し、後身の埼玉大学教育学部に引き継がれた。現在、旧別所校地は埼玉大学教育学部附属中学校が使用している。
「鳳翔閣」

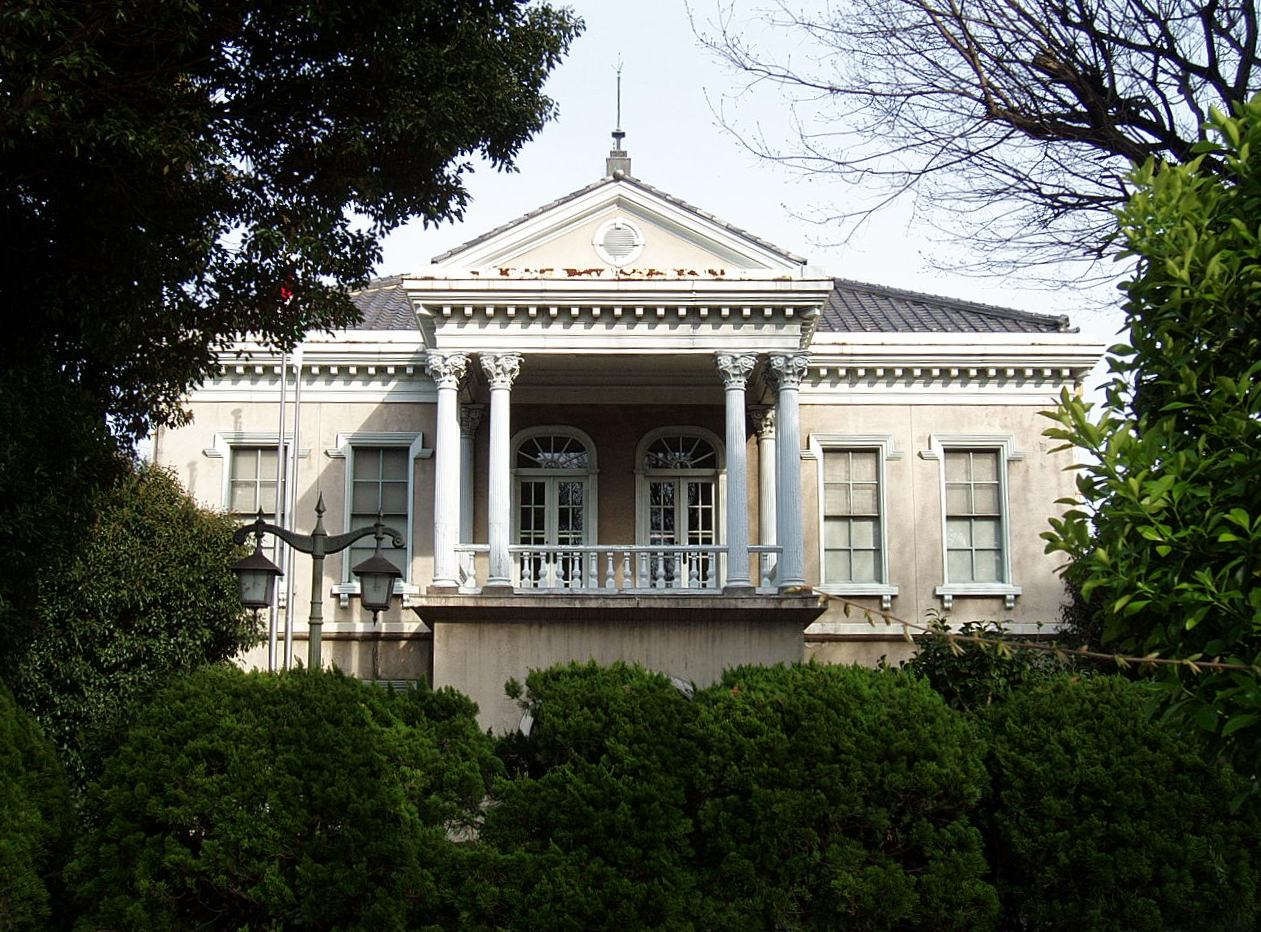
さいたま市立浦和博物館

埼玉県師範学校や埼玉県女子師範学校が使用した鳳翔閣 （1878年竣工） は、女子師範の別所移転後の1925年、埼玉会館建設のため北へ移設されて埼玉県立図書館として使用されたが、老朽化により1959年に解体された。1972年に開館した浦和市立郷土博物館 （現・さいたま市立浦和博物館、緑区三室） の建物は、鳳翔閣の前面外観の一部を復元したものとなっている。「鳳翔閣」は浦和レッドダイヤモンズのチームエンブレムにも描かれている。

## 歴代校長
埼玉県学校改正局
- （局長）笹田黙介：1873年 -

埼玉県師範学校
- （監事）横田国臣：1875年5月 -
- （監事）川島楳坪：1875年6月 -
- （監事）清浦奎吾：1875年9月 -
- （監事）田辺巌：1875年11月 -
- 鵜瀞己十：1876年8月 -
- 中村鼎五：1881年2月 - 1882年6月
- 木原元礼：1882年6月 - 1883年5月
- 綿引泰：1883年7月 - 1886年12月
- 桐野弘：1886年12月24日[1] - 1891年4月7日
- 町田則文：1891年5月23日 - 1892年11月10日
- 矢部善蔵：1892年11月10日 - 1898年4月6日
- 久保田貞則：1898年4月6日 - 1899年10月26日
- 正木直太郎：1899年10月26日 - 1901年2月
- 伊藤徳定：1901年2月 - 1905年9月2日
- 小島政吉：1905年9月4日 - 1917年7月6日
- 川面松衛：1917年7月6日 - 1923年3月31日[2]
- 東尚胤：1923年3月31日[2] - 1929年4月
- 山崎良平：1929年4月 - 1930年9月
- 佐藤礼云：1930年9月 - 1932年3月
- 有元久五郎：1932年3月 - 1939年8月
- 三田主市：1939年8月 -

埼玉県女子師範学校
- （心得）石田道三郎：1901年3月31日 - 1901年4月20日
- 石田道三郎：1901年4月20日 - 1903年2月14日休職
- （兼）伊藤徳定：1904年1月27日 - 1905年9月2日
- 大久保介寿：1905年9月4日 - 1911年1月25日
- 直江俊三：1911年2月1日 - 1918年6月
- 渋谷徳三郎：1918年6月17日[3] - 1919年5月
- 小島政吉：1919年6月 - 1922年2月
- 柿山清：1922年2月 - 1923年3月
- 宮沢健作：1923年3月31日[2] - 1929年3月
- 小畑善吉：1929年3月 - 1932年3月
- 辻勘次郎：1932年3月 - 1939年8月
- 渋谷義夫：1939年8月 -

官立埼玉師範学校
- 岡田恒輔：1943年4月1日[4] - 1945年10月15日[5]
  - 前・第七高等学校造士館館長
- 角南元一：1945年10月15日[5] - 1946年
- （事務取扱）三浦義雄：1946年 - 1947年
- 竹内良三郎：1947年 - 1948年5月
  - 第五高等学校校長に転じた
- 林伝次：1948年5月 - 1951年3月
  - 新制埼玉大学教育学部 初代学部長

## 著名な出身者
- 荻野六郎 - 衆議院議員
- 加藤睦之介 - 衆議院議員
- 斎藤安雄 - 衆議院議員・貴族院多額納税者議員
- 高橋守平 - 衆議院議員
- 遠山暉男 - 衆議院議員・埼玉県横曽根村長
- 下山懋 - 教育者
- 田中実 - 洋画家
- 三ヶ島葭子 - 女流歌人
- 野口源三郎 - 陸上競技選手（埼玉県初のオリンピック選手）・体育学者[6]
- 西崎キク - パイロット
- 村越三千男 - 教育者・博物学者
- 柳田敏司 - 考古学者

## 参考書籍
- 埼玉大学50年史編纂専門委員会（編） 『埼玉大学五十年史』 埼玉大学50年史刊行会、1999年11月。
- 埼玉大学教育学部百年史編集委員会（編） 『百年史』 百年史刊行会、1976年3月。